# Tine Holst
Pour les articles homonymes, voir Holst (homonymie).
Tine Holst née le 8 avril 1980 au Danemark est une triathlète professionnelle danoise, vainqueur sur triathlon Ironman.

## Biographie
Tine Holst est né en 1980 au Danemark, elle commence à s'entraîner pour les courses de triathlon en 2007, quand elle se lance dans la natation et le cyclisme sur route. En 2012, elle devient triathlète professionnelle et vit principalement en Allemagne.

## Palmarès
Le tableau présente les résultats les plus significatifs (podium) obtenus sur le circuit national et international de triathlon depuis 2012,.
| Année | Compétition                             | Pays      | Position          | Temps           |
| ----- | --------------------------------------- | --------- | ----------------- | --------------- |
| 2017  | Ironman Suisse                          | Suisse    | Médaille d'argent | 9 h 37 min 44 s |
| 2016  | Ironman Lanzarote                       | Espagne   | Médaille d'or     | 10 h 2 min 35 s |
| 2016  | Ironman 70.3 Zell am See-Kaprun         | Autriche  | Médaille d'argent | 4 h 37 min 0 s  |
| 2015  | Ironman Vichy                           | France    | Médaille d'argent | 9 h 30 min 59 s |
| 2014  | Cologne Hawaii-Special                  | Allemagne | Médaille d'or     | 7 h 5 min 15 s  |
| 2014  | Frankfurt-City-Triathlon sprint         | Allemagne | Médaille d'or     | 1 h 21 min 22 s |
| 2013  | Championnat du Danemark longue distance | Danemark  | Médaille d'argent | 4 h 40 min 45 s |
| 2012  | TriStar111 Monaco                       | Monaco    | Médaille d'argent | 4 h 36 min 23 s |